# Sinna alba
Sinna alba är en fjärilsart som beskrevs av Jordan 1935. Sinna alba ingår i släktet Sinna och familjen trågspinnare. Inga underarter finns listade i Catalogue of Life.